# Massacre de Waga Chakawa
Pour les articles homonymes, voir Waga (homonymie).
Le massacre de Waga Chakawa a lieu le 26 janvier 2014 pendant l'insurrection de Boko Haram. 

## Déroulement
Le 26 janvier 2014, dans la matinée, des hommes armés de pistolets et d'explosifs gagnent le village de Waga Chakawa, dans l'État d'Adamawa, près de la frontière camerounaise. Ces hommes armés, vêtus d'uniformes militaires, sont pris pour des soldats de l'armée nigériane, et ne suscitent pas la méfiance des habitants et des policiers,,. 
Cependant les assaillants se portent ensuite à une église chrétienne alors qu'une messe est en train d'y être célébrée. Ils font exploser des bombes et ouvrent le feu sur la foule, puis ils mettent le feu à des maisons et détiennent des habitants en otages pendant quatre heures,,.

## Bilan humain
Selon les premiers bilans, 22 à 26 personnes sont tuées lors de l'attaque, dont deux policiers,. Selon le révérend Raymond Danbouye, un porte-parole de la paroisse, une vingtaine de morts sont enterrés le 27. Un responsable local, Maina Ularamu, affirme de son côté que 45 corps, dont ceux de deux policiers, ont été retrouvés. Ces informations sont confirmées par l'agence Fides.